# Tipula (Lunatipula) vogtenhuberi
Tipula (Lunatipula) vogtenhuberi is een tweevleugelige uit de familie langpootmuggen (Tipulidae). De soort komt voor in het Palearctisch gebied.